# Einsiedeln
Einsiedeln (prononcé en allemand : [ˈainziːdl̩n], en dialecte local Alémanique supérieur Äinsidle [ˈæɪnˌsɪdlə], dans les environs aussi Äisele, Näisele, Äisidle, Näisidle, Äisigle [ˈæɪsələ ˈnæɪsələ ˈæɪˌsɪdlə ˈnæɪˌsɪdlə ˈæɪˌsɪglə], romanche : ) est une commune suisse du canton de Schwytz, située dans le district d'Einsiedeln. L'image miraculeuse d'une Vierge noire qu'abrite son abbaye bénédictine a fait de la ville un important lieu de pèlerinage régional, et une étape sur la via Jacobi, soit le tronçon suisse du chemin vers Saint-Jacques-de-Compostelle, entre le lac de Constance et Genève vers Saint-Jacques-de-Compostelle.

## Géographie

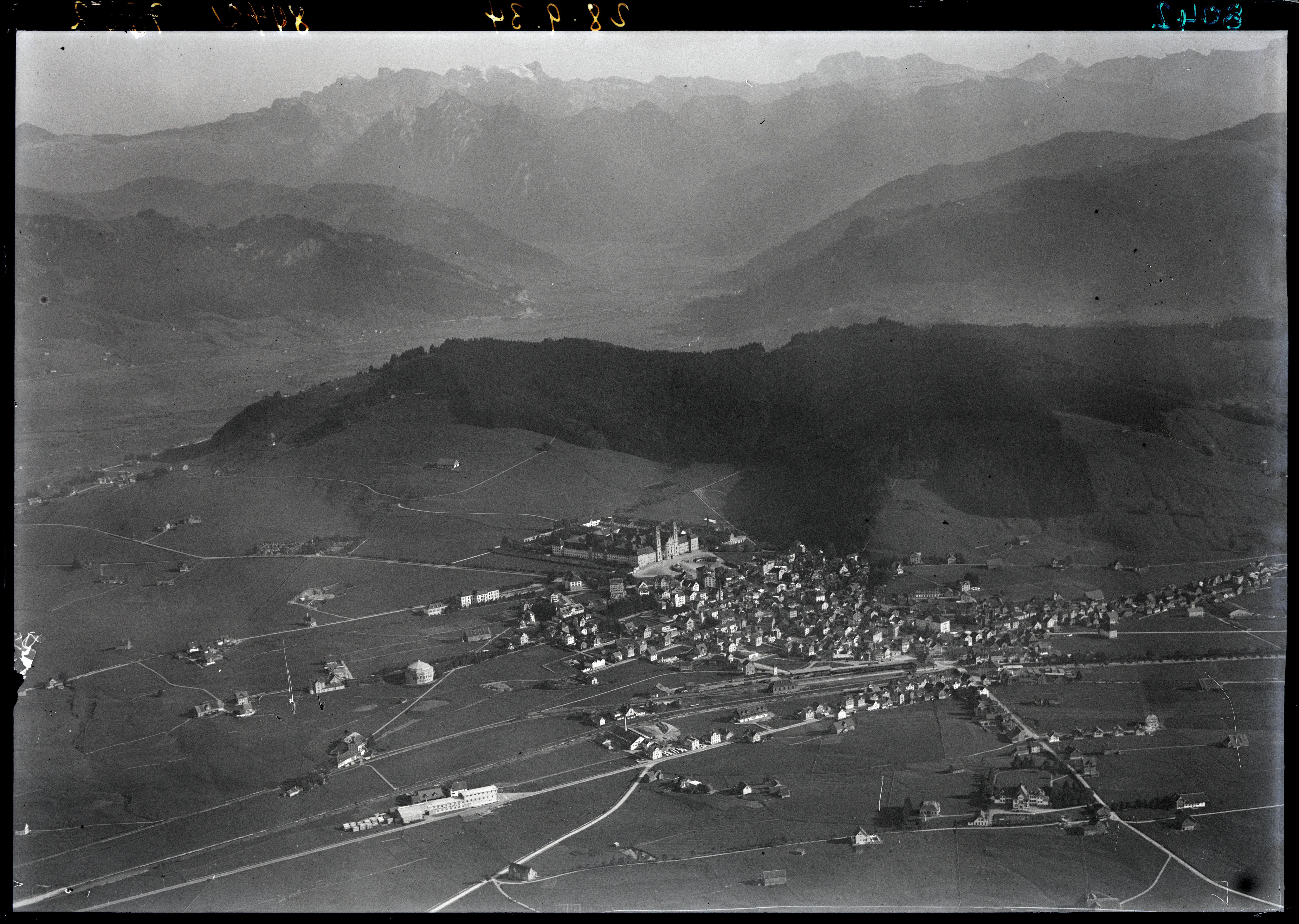
Vue aérienne par Walter Mittelholzer (1934)

Selon l'Office fédéral de la statistique, Einsiedeln mesure 99,04 km2.

## Démographie
Selon l'Office fédéral de la statistique, Einsiedeln compte 16 464 habitants fin 2023. Sa densité de population atteint 166 hab./km2.
Le graphique suivant résume l'évolution de la population d'Einsiedeln entre 1850 et 2008 :

## Culture et patrimoine

### Héraldique
| Blason | Blasonnement : De gueules à deux corbeaux de sable volant à dextre. |

### Monuments et curiosités
La commune est le siège de l'abbaye d'Einsiedeln, fondée en 934 par Otton Ier et par la duchesse Reglinde de Sonabe. Cette abbaye est un lieu de pèlerinage avec une ancienne statue de Vierge noire.

### Personnalités liées à la commune

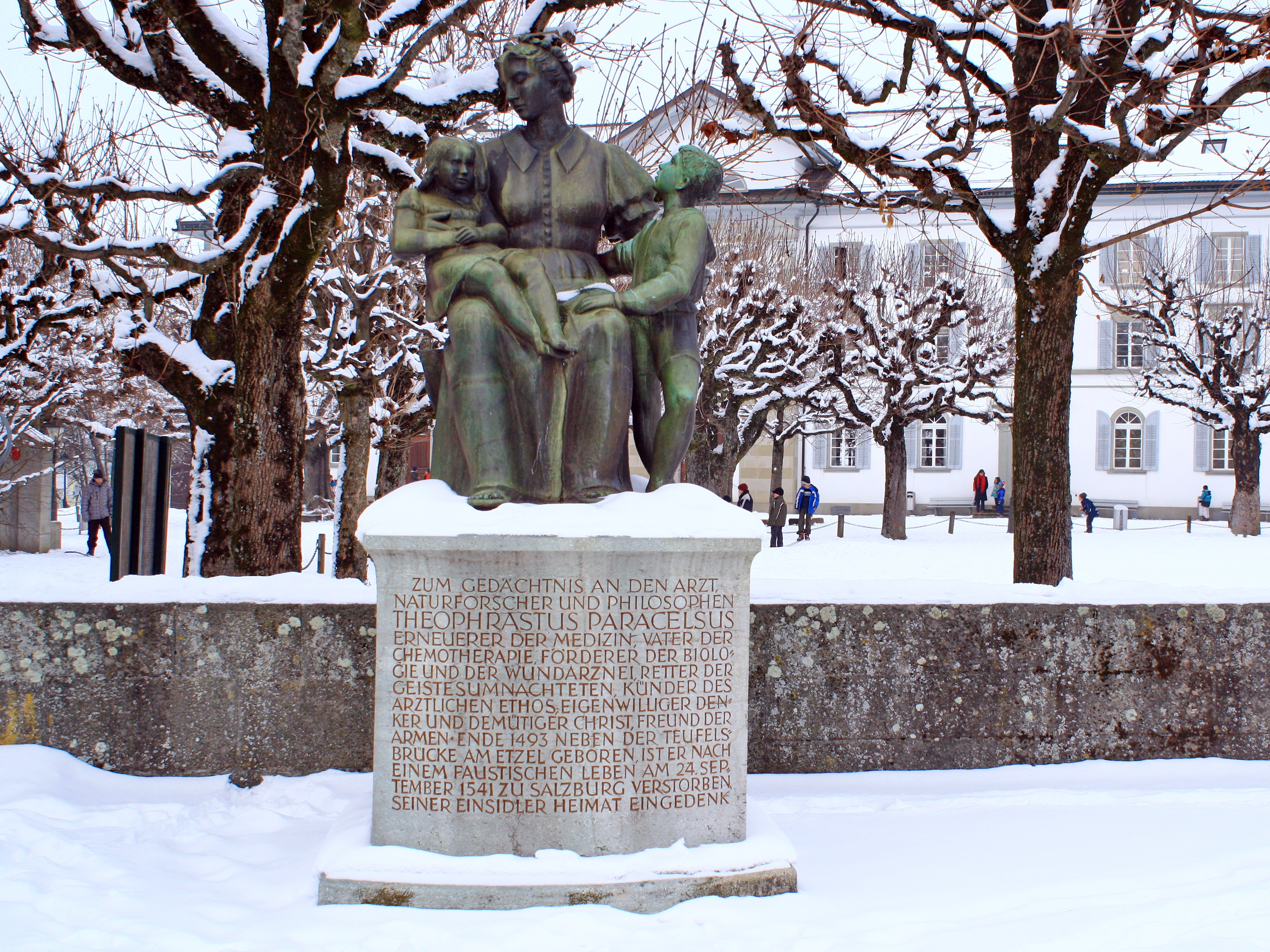
Le monument dédié à Paracelse.

- Paracelse (1493-1541), médecin né à Einsiedeln où un monument lui rend hommage.
- Meinrad Eugster (1848-1925), vénérable bénédictin, mort à Einsiedeln.